# PCCW Limited
PCCW Limited (chiń. 電訊盈科有限公司) – przedsiębiorstwo teleinformatyczne funkcjonujące w Hongkongu.
Zostało założone w 1979 roku jako Ring Holdings Limited. Później funkcjonowało pod nazwą Tricom Holdings Limited.
W sierpniu 2000 r. PCCW przejęło firmę telekomunikacyjną HKT (Hong Kong Telecommunications Limited).